# Paperino e il museo delle cere
Paperino e il museo delle cere (The Wax Museum) è una breve storia scritta da Carl Barks. Composta da 10 tavole e ispirata alla figlia Peggy Barks, ricorda per molti versi Paperino vigile (1948).

## Pubblicazioni
- USA, dicembre 1959 sul numero 231 di Walt Disney's Comics and Stories.
- Italia, 3 luglio 1960 sul numero 240 di Topolino.

### Altre pubblicazioni italiane
- Complete Carl Barks n. 22 (1980)
- Paperino n. 38 (5/1983)
- Zio Paperone n. 57 (6/1994)
- I Grandi Classici Disney n. 242 (1/2007)
- La grande dinastia dei paperi n. 19 (2/5/2008)

## Trama
La storia narra di Paperino che lavora come guardiano notturno di un museo delle cere ma che non riesce a mantenersi sveglio. I suoi 3 nipoti (Qui, Quo e Qua) cercano in tutti i modi di aiutarlo arrivando a fingere un furto, ma Paperino si presenterà ad un ballo in maschera dove penserà che i partecipanti siano le statue rubate.